# Diga dell'Albigna

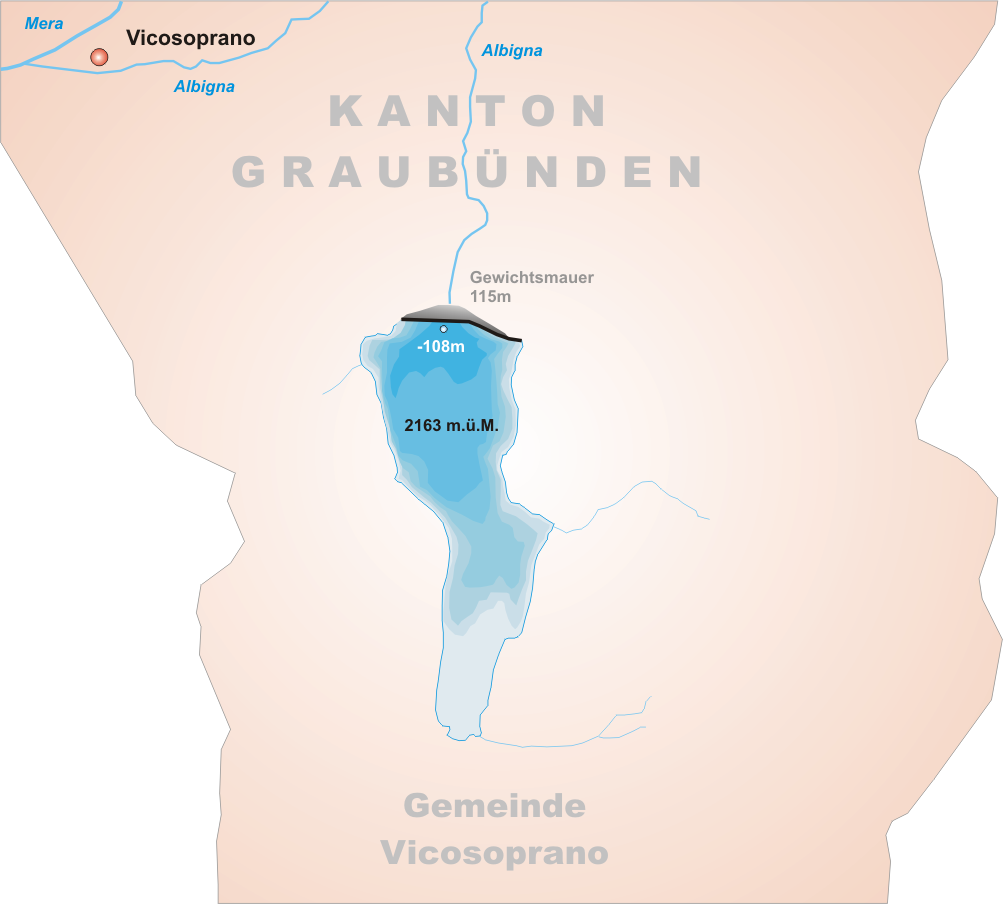
Mappa del lago

La diga dell'Albigna è una diga di tipo gravità situata nel comune di Bregaglia, Canton Grigioni, in Svizzera. È in calcestruzzo, il volume è di 926.000 metri cubi. Ha un'altezza di 115 metri e il coronamento è lungo 759 metri. Lo sfioratore ha una capacità di 11 metri cubi al secondo. Il lago creato dalla diga è il lago dell'Albigna, lungo 2 km e ha un volume massimo di 71 milioni di metri cubi d'acqua.

## Galleria d'immagini

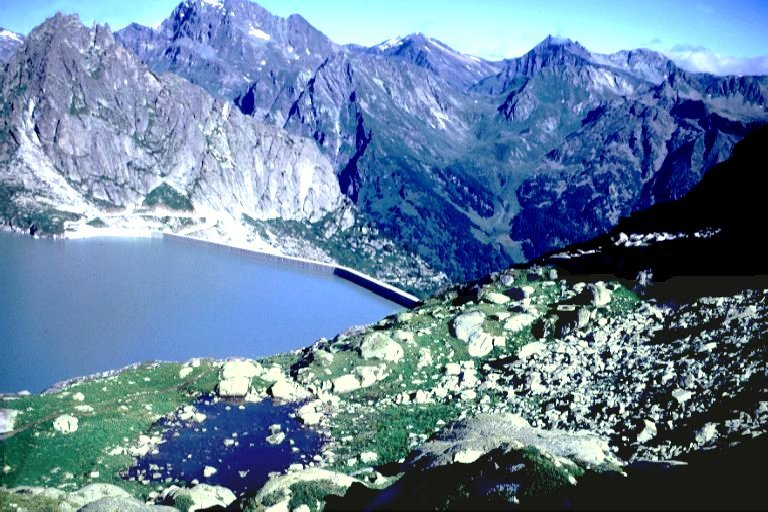
Il lago
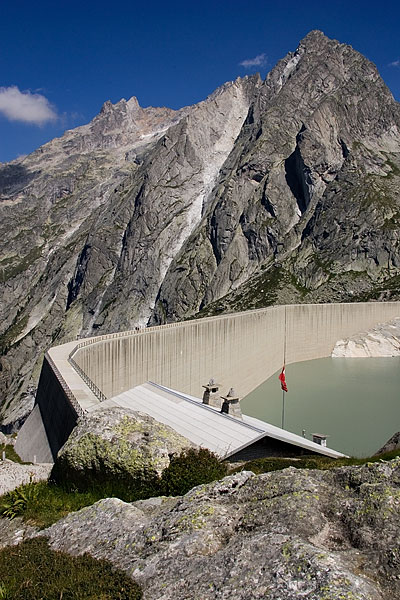
Lo sbarramento
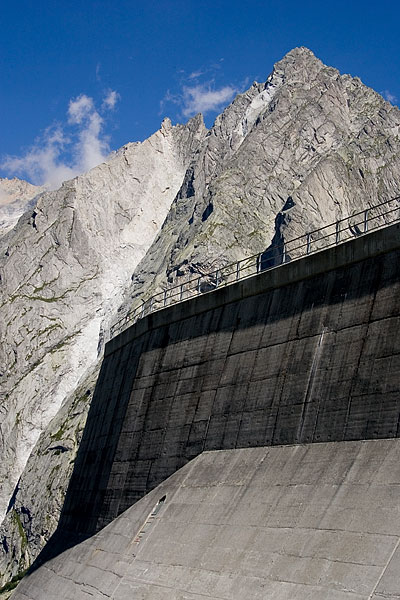
Lo sbarramento
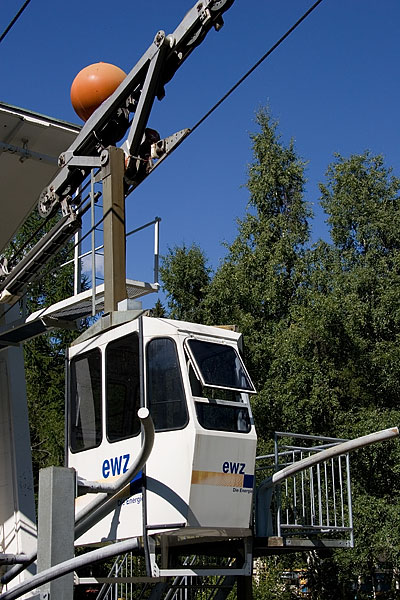
La funivia